# Episodi di Teen Titans Go! (serie animata) (terza stagione)
La terza stagione di Teen Titans Go! è stata trasmessa su Cartoon Network negli Stati Uniti d'America a partire dal 31 luglio 2015 al 13 ottobre 2016. In Italia dal 6 aprile 2016. 
| N° | Titolo originale                                | Titolo italiano                                               | Prima TV originale | Prima TV italiana |
| -- | ----------------------------------------------- | ------------------------------------------------------------- | ------------------ | ----------------- |
| 1  | Cat's Fancy                                     | La gattara                                                    | 31 luglio 2015     | 31 maggio 2016    |
| 2  | Leg Day                                         | Il giorno delle gambe                                         | 6 agosto 2015      | 31 maggio 2016    |
| 3  | Dignity of Teeth                                | La fatina dei denti                                           | 13 agosto 2015     | 1º giugno 2016    |
| 4  | Croissant                                       | L'aspetto non conta                                           | 20 agosto 2015     | 1º giugno 2016    |
| 5  | Spice Game                                      | Peperoncini a go go                                           | 27 agosto 2015     | 2 giugno 2016     |
| 6  | I'm the Sauce                                   | La danza degli spaghetti                                      | 3 settembre 2015   | 2 giugno 2016     |
| 7  | Hey You, Don't Forget About Me in Your Memory   | Ritorno a scuola                                              | 10 settembre 2015  | 3 giugno 2016     |
| 8  | Accept the Next Proposition You Hear            | I biscotti della fortuna                                      | 19 ottobre 2015    | 3 giugno 2016     |
| 9  | The Fourth Wall                                 | La quarta parete                                              | 20 ottobre 2015    | 6 aprile 2016     |
| 10 | 40%, 40%, 20%                                   | La canzone di Cyborg                                          | 21 ottobre 2015    | 6 aprile 2016     |
| 11 | Grube's Fairytales                              | Morale della favola                                           | 22 ottobre 2015    | 7 giugno 2016     |
| 12 | A Farce                                         | Maestro di eloquenza                                          | 23 ottobre 2015    | 7 giugno 2016     |
| 13 | Scary Figure Dance                              | La festa di Halloween                                         | 29 ottobre 2015    | 14 giugno 2016    |
| 14 | Animals, It's Just a Word!                      | Teen Titans Zoo                                               | 5 novembre 2015    | 14 giugno 2016    |
| 15 | BBBDAY!                                         | Il compleanno di Bibi                                         | 12 novembre 2015   | 21 giugno 2016    |
| 16 | Black Friday                                    | Giorno di saldi                                               | 19 novembre 2015   | 21 giugno 2016    |
| 17 | Two Parter: Part 1                              | Due capitoli (prima parte)                                    | 25 novembre 2015   | 28 giugno 2016    |
| 18 | Two Parter: Part 2                              | Due capitoli (seconda parte)                                  | 25 novembre 2015   | 5 luglio 2016     |
| 19 | The True Meaning of Christmas                   | Il vero significato del Natale                                | 3 dicembre 2015    | 5 luglio 2016     |
| 20 | Squash and Stretch                              | Lo scoiattolo canaglia                                        | 7 gennaio 2016     | 28 giugno 2016    |
| 21 | Garage Sale                                     | La vendita dei ricordi                                        | 14 gennaio 2016    | 12 luglio 2016    |
| 22 | Secret Garden                                   | Il giardino segreto                                           | 21 gennaio 2016    | 19 luglio 2016    |
| 23 | The Cruel Giggling Ghoul                        | Il mistero del Ghoul                                          | 11 febbraio 2016   | 19 luglio 2016    |
| 24 | How Bout Some Effort?                           | Il San Valentino di Iella e Cyborg                            | 15 febbraio 2016   | 10 settembre 2016 |
| 25 | Pyramid Scheme                                  | I soldi della mummia                                          | 15 febbraio 2016   |                   |
| 26 | Beast Boy's St. Patrick's Day Luck and It's Bad | La maledizione di San Patrizio                                | 17 marzo 2016      | 12 luglio 2016    |
| 27 | The Teen Titans Go Easter Holiday Classic       | Babbo Natale contro le uova di Pasqua                         | 25 marzo 2016      |                   |
| 28 | Batman v Teen Titans: Dark Injustice            | Pesce d'aprile                                                | 28 marzo 2016      |                   |
| 29 | Bottle Episode                                  | Flashback in bottiglia                                        | 21 aprile 2016     |                   |
| 30 | Finally a Lesson                                | Infine una lezione                                            | 28 aprile 2016     |                   |
| 31 | Arms Race with Legs                             | La lega delle gambe                                           | 5 maggio 2016      |                   |
| 32 | Obinray                                         | La lingua antica                                              | 12 maggio 2016     |                   |
| 33 | Wally T                                         | Wally T                                                       | 19 maggio 2016     |                   |
| 34 | Rad Dudes with Bad Tudes                        | Gara di rollerblader                                          | 26 maggio 2016     |                   |
| 35 | Operation Dude Rescue: Part 1                   | Notte brava tra super ragazze (prima parte)                   | 30 maggio 2016     | 19 settembre 2017 |
| 36 | Operation Dude Rescue: Part 2                   | Notte brava tra super ragazze (seconda parte)                 | 30 maggio 2016     | 19 settembre 2017 |
| 37 | History Lesson                                  | Lezioni di storia                                             | 9 giugno 2016      | 29 aprile 2017    |
| 38 | The Art of Ninjutsu                             | L'arte del ninjutsu                                           | 16 giugno 2016     | 29 aprile 2017    |
| 39 | Think About Your Future                         | Pensate al vostro futuro                                      | 23 giugno 2016     | 29 aprile 2017    |
| 40 | TTG v PPG                                       | Teen Titans Go contro le Superchicche                         | 30 giugno 2016     | 8 dicembre 2016   |
| 41 | Island Adventures: Part 1 - Coconut Cream Pie   | Eroi sull'isola (prima parte) - Naufraghi su un'isola deserta | 1º agosto 2016     | 19 dicembre 2016  |
| 42 | Island Adventures: Part 2 - Pure Protein        | Eroi sull'isola (seconda parte) - Prove di sopravvivenza      | 2 agosto 2016      | 20 dicembre 2016  |
| 43 | Island Adventures: Part 3 - Open Door Policy    | Eroi sull'isola (terza parte) - Lotta fra dinosauri           | 3 agosto 2016      | 21 dicembre 2016  |
| 44 | Island Adventures: Part 4 - Crazy Desire Island | Eroi sull'isola (quarta parte) - Il cespuglio magico          | 4 agosto 2016      | 22 dicembre 2016  |
| 45 | Island Adventures: Part 5 - The Titans Show     | Eroi sull'isola (quinta parte) - Titans show                  | 5 agosto 2016      | 23 dicembre 2016  |
| 46 | Booty Scooty                                    | La caccia al tesoro                                           | 5 settembre 2016   |                   |
| 47 | Who's Laughing Now                              | Lo spirito animale                                            | 8 settembre 2016   |                   |
| 48 | Oregon Trail                                    | Il viaggio dei pionieri                                       | 15 settembre 2016  |                   |
| 49 | Snuggle Time                                    | I Titans diventano cattivi                                    | 22 settembre 2016  |                   |
| 50 | Oh Yeah!                                        | Wrestling contro lotta greco-romana                           | 29 settembre 2016  |                   |
| 51 | Riding the Dragon                               | A cavallo del drago                                           | 29 settembre 2016  |                   |
| 52 | The Overbite                                    | Lezioni di ballo                                              | 6 ottobre 2016     |                   |
| 53 | The Cape                                        | Cyborg fuori dalla squadra                                    | 13 ottobre 2016    |                   |

## La gattara
Robin si traveste da gatto per far sì che Stellarubia lo ami e quando Corvina finge di avere l'allergia al gatto per far togliere a Robin il costume Stella si trasferisce in un appartamento con "Selvaggietto" e altri gatti, però Robin fa scappare gli altri gatti e si traveste da cane per stare con Stella.

## Il giorno delle gambe
I Titans allenano la parte superiore del corpo tralasciando le gambe che importano solo a Corvina e quando vengono sconfitti decidono di allenarle formando così la "Lega delle gambe".

## La fatina dei denti
Quando scoprono che la fatina dei denti regala soldi in cambio di denti i Titans (eccetto Corvina) ne approfittano per diventare ricchi. Senza neanche un dente i quattro diventano inquietanti e Corvina decide di farsi restituire i loro denti dalla fatina.

## L'aspetto non conta
Robin insegna ai Titans che l'aspetto non conta. A questo proposito BB comunica che presto subirà un cambiamento. Il giorno dopo nella torre appare un bozzolo, pensato dai Titans come parte del cambiamento di BB. Dal bozzolo però apparirà un mostro di slime verde che farà ribrezzo ai Titans.

## Peperoncini a go go
Robin cucina sempre le solite patate insipide e così Bibi decide di renderle saporite con la salsa piccante texana e i ragazzi iniziano a mangiare sempre più piccante che alla fine non gli fa effetto neanche il peperoncino, allora Corvina li fa mangiare un peperoncino che cresce ad Azarath sua città natale ma per la piccantezza sono costretti ad andare dalla mucca guardiana ed essere lavati dal suo latte appena munto.

## La danza degli spaghetti
È una giornata piovosa e Robin spiega ai Titans che quando piove vuol dire che le nuvole sono tristi e piangono. Per tirarle su di morale spiega inoltre che è necessario stare in casa e fare le attività da pioggia.

## Ritorno a scuola
È settembre e ricomincia la scuola. Robin porta a scuola ed etichetta ognuno con una data personalità. Episodio ispirato ai due film degli anni '80 Breakfast Club e Karate Kid.

## I biscotti della fortuna
Durante una missione Fratello Blood cerca di ipnotizzare più volte i Titans ma tutti i marchingegni che ha costruito vengono distrutti. A causa di un mal di stomaco se li lascia sfuggire. In seguito i Titans tranne Robin, non sapendo prendere decisioni autonomamente, per cena mangiano cinese come Robin e dentro i biscotti della fortuna trovano i biglietti con i consigli, che d'ora in poi i Titans tranne Robin cominceranno ad usare per prendere decisioni.

## La quarta parete
Control Freak decide di apparire in TV e di dire ai Titans che essi sono un cartone. Gli rivela inoltre che il loro è un pessimo show. Egli dichiara infatti di essere lui il creatore ma non ha vinto neanche un premio. Questo cartone è il reboot di quello vecchio, che era molto più bello. Control Freak decide quindi che se non miglioreranno la qualità dello show egli stesso li rebootterà nuovamente.

## La canzone di Cyborg
Cyborg tutti i giorni canta "La notte comincia a risplendere" ed i Titans sono stufi. Si scopre che senza la canzone Cyborg non riesce a fare niente. Neanche ad aprire un barattolo di cetrioli. Robin decide che finché non lo aprirà egli resterà alla torre mentre loro vanno in missione, durante la quale vengono però catturati da Brain. Cyborg alla fine userà la canzone per salvare i suoi amici.

## Morale della favola
Robin si traveste da cantastorie e i Titans si raccontano le fiabe più famose cambiando però le trame.
Curiosità:
Questo episodio è una parodia dei tre fiabe, sono Hänsel e Gretel, Raperonzolo e Cappuccetto Rosso dei Fratelli Grimm.

## Maestro di eloquenza
I Titans sanno che Fratello Blood sta per attaccare ma, non sapendo dove sia nascosto mettono a soqquadro la città e per questo Fratello Blood li porta in tribunale per un processo.

## La festa di Halloween
Durante la notte di Halloween, i Titans combattono gli H.I.V. E, i quali distruggono la fabbrica dei dolci preferiti dei Titans. Per vendicarsi si fanno uccidere dagli H.I.V. E in modo da poterli spaventare da fantasmi.

## Teen Titans Zoo
Bibi per sbaglio annienta i Titans ma dona ai suoi amici il suo sangue e i Titans riescono a trasformarsi temporaneamente in animali.

## Giorno di saldi
È il Black Friday ed i Titans non vedono l'ora di comprare una montagna di oggetti scontati. Solo Stella è contraria ad usare l'aggressività contro l'altra gente per accaparrarsi la merce scontata. Essa dovrà così entrare nello spirito del Black Friday per aiutare i suoi compagni Titans. Episodio ispirato al racconto Canto di Natale.

## Due capitoli (prima parte)
Cyborg dice che desidererebbe tanto diventare un membro della Justice League.

## Due capitoli (seconda parte)
I Titans hanno una missione da compiere: salvare la Justice League.
Curiosità:
I Titans fanno riferimento a Guerre Stellari e all'Uomo Ragno quando parlano di Darkseid.

## Il vero significato del Natale
Dopo non aver ricevuto per tre volte consecutive regali a Natale i Titans capiscono che Babbo Natale li ha inseriti nella lista dei cattivi e intraprendono quindi un viaggio verso casa sua per cancellare i nomi.

## Lo scoiattolo canaglia
Durante una giornata di relax in piscina uno scoiattolo ruba la scodella di noccioline dei Titans che, per evitare di usare la violenza su un animale per recuperarla, si trasformano in altri generi di cartoni dove la violenza è vista diversamente.

## La vendita dei ricordi
I Titans trovano in mansarda oggetti risalenti ad episodi passati e Robin, ritenendo inutile tenerli, li vende con un mercatino dell'usato. Subito dopo la vendita lo scorrere del tempo viene però interrotto tutto intorno a loro.

## Il giardino segreto
A causa di un litigio con Robin, Corvina e BB, Cyborg rischia di perdere il controllo dalla rabbia e Stella lo porta in un giardino che solo lei conosce dove la rabbia presto scompare. Dopo un altro litigio dove questa volta sono gli altri tre ad arrabbiarsi Cyborg rivela però il posto segreto anche a loro.

## Il mistero del Ghoul
Giunti in un parco divertimenti per assistere ad un'esibizione di LeBron James i Titans scoprono che tutto il pubblico, a parte Batman ed il commissario Gordon (patiti dell'autoscontro) è fuggito a causa della presenza di un terribile ghoul a due teste.
Curiosità:
Questo episodio è la parodia della serie animata Scooby-Doo.

## Il San Valentino di Iella e Cyborg
È San Valentino e Cyborg e Iella fanno finta di essere una famiglia nella quale Coso è il figlio neonato. Solo che durante la serata Iella si arrabbia con Cyborg che, per riconquistarla, dovrà recuperare i classici regali di S. Valentino guadagnandoseli in delle prove in un luogo magico.

## I soldi della mummia
Bibi trova un lavoro in un posto pieno zeppo di mummie.

## La maledizione di San Patrizio
È S. Patrizio ed i Titans, dopo aver riempito BB di pizzicotti incappano in una maledizione che sarà risolvibile solo prendendo le monete d'oro dai pentoloni dei folletti situati alla fine dell'arcobaleno, si scoprirà che Robin è un folletto che ha disonorato la sua tribù.

## Babbo Natale contro le uova di Pasqua
Il coniglio di Pasqua scompare proprio il giorno prima di Pasqua, ma tutto ciò è un piano di Babbo Natale per impossessarsi di tutte le festività. Toccherà ai Titans a liberare i protagonisti delle feste.

## Pesce d'aprile
Batman chiede aiuto ai Teen Titans per fermare il Joker, Bane, l'Enigmista, il Pinguino, Catwoman, Due facce e Killer Croc una volta per tutte.

## Flashback in bottiglia
I nostri amici finiscono intrappolati in un bottiglione comparso magicamente in soggiorno. Mentre Robin vorrebbe uscirne per vivere una nuova avventura gli altri cominciano invece ad avere flashback di episodi passati.

## Infine una lezione
Robin cerca di far apprendere ai Titans il senso della vita ma, loro non sembrano comprendere.

## La lega delle gambe
I Titans decidono di ritornare alla lega delle gambe che però si rivelerà un pericolo per l’umanità.

## La lingua antica
Per non essere spiati da Robin i Titans creano una Lingua per lui incomprensibile fino a quando egli non scopre che era tutto un piano di una società segreta di maiali marziani che cercava di dominare il mondo.

## Wally T
I Titans trovano nella torre un loro fan che si rivelerà essere la fonte della loro potenza.

## Gara di rollerblader
I Titans, costretti da Robin, diventano dei ragazzi di anni 90 indossando abiti strappati e rollerblade ma rifiutano di partecipare alla pericolosa gara della Lingua del Demone tranne Robin che vince il premio festeggiando coi suoi genitori immaginari.

## Notte brava tra super ragazze (prima parte)
I Titans hanno la fissazione per la cavalleria tanto da stare antipatici a Stella e Corvina occupandosi loro tre di ogni crimine ma quando verranno catturati da Brain, le ragazze uniranno i poteri per entrare nella fortezza.

## Notte brava tra super ragazze (seconda parte)
Le ragazze entrano nella fortezza di Brain per salvare i ragazzi, ma Brain, avvisato da Terra, le intrappola in una bolla in grado di neutralizzare i loro poteri. L’unico modo per uscirne era di unire i poteri insieme sconfiggendo Brain ma nonostante ciò i ragazzi non vogliono essere salvati da loro poiché non sarebbe da cavaliere.

## Lezioni di storia
Robin, travestito da Napoleone, cerca di insegnare ai Titans cinque fatti storici per lui importanti ma, lo interrompono di continuo creando parodie sui suoi racconti.
Curiosità:
B.B. confonde Apollo Creed, come il nome di un personaggio della saga Rocky.

## L'arte del ninjutsu
B.B. fa fallire l’operazione da ninja di Robin poiché per lui non comprende il ninjutsu così lo allena fino a che i due non competono tra loro per rubare il McGuffin.

## Pensate al vostro futuro
I Titans spendono troppi soldi e non si mantengono in forma avendo così in futuro una vita molto complicata, usando la macchina del tempo i Titans anziani tornano per impedire ai giovani Titans di non rovinare la propria vita ma dopo un po', annoiati dalle regole faranno sparire i vecchietti rovinando il loro futuro un’altra volta.

## Teen Titans Go contro le Superchicche
Per essere i supereroi migliori i Titans sfidano le Superchicche.

## Eroi sull'isola (prima parte) - Naufraghi su un'isola deserta
Dopo un naufragio i Titans si trovano sul triangolo delle bermuda perciò non possono usare i poteri, decidono comunque di ricostruire la propria torre coi bambù.

## Eroi sull'isola (seconda parte) - Prove di sopravvivenza
Robin spiega ai Titans cos’è la sopravvivenza, ma loro preferiscono i loro generi. Una piccola curiosità, nell'ultima prova Robin dice ai Titans che ha ingaggiato un alieno cacciatore di teste. Si può chiaramente notare che l'alieno è un chiaro riferimento allo yautja della saga di Predator e l'intero episodio è una parodia di A tutto reality - L'isola perché hanno prove disgustose, un presentatore, le eliminazioni e il solito confessionale.

## Eroi sull'isola (terza parte) - Lotta fra dinosauri
Esplorando il lato remoto dell’isola per trovare altro cibo perché si sono stufati delle noci di cocco, i Titans trovano dei dinosauri (un T-rex, un triceratopo, un brontosauro, uno pteranodonte e un velociraptor) e ognuno sceglie il suo: Cyborg prende il brontosauro per la sua enorme stazza, Corvina il triceratopo per i suoi tre corni, Bibi il T-rex essendo il più grande predatore della storia, Stellarubia lo pteranodonte per le sue ali e Robin il velociraptor per l'intelligenza e perché (presumibilmente a visto i film di Jurassic Park e Jurassic World) sanno aprire le porte che useranno per le loro battaglie fino a quando non si ribelleranno.
Cyborg fa riferimento al franchise di Jurassic Park e Jurassic World quando lui e Corvina che rifiutano per il parco perché Corvina dice che c'è molto lavoro da fare e Cyborg ha probabilmente fatto riferimento a questo franchise perché nei film di Jurassic Park e Jurassic World i dinosauri scappano sempre e causano caos, distruzione e morte nonostante le misure di sicurezza e i recinti elettrificati e anche robin quando spiega le caratteristiche del Velociraptor ha menzionato che sono in grado di aprire le porte come in Jurassic Park.  

## Eroi sull'isola (quarta parte) - Il cespuglio magico
Sull’isola esiste un cespuglio che avvera i desideri Robin lo usa per avverare i desideri dei suoi compagni per fargli imparare la lezione e meglio vivere con quello che ci ha. Cyborg desidera che lui e B.B. diventano famosi: infatti nel desiderio alla Titans Tower, Cyborg e B.B. scrivono una canzone chiamata "Che cosa hanno i Titans, loro hanno il Go!" che diventa un successo ma B.B. ruba la fama a Cyborg. Robin spera che abbia imparato una lezione ma Cyborg fa il tifo per B.B. e, Stella desidera di essere una gatta ma a differenza di Cyborg lei si prende libertà col il desiderio perché invece di palle di pelo, sputa arcobaleni e molte altre follie sui gatti. B.B. desidera mangiare una torta e Corvina di tornare a casa ma appena arrivati i ragazzi si annusano le ascelle e stella usato la scatola delle registrati come cappello. 

## Eroi sull'isola (quinta parte) - Titans Show
Dopo sette giorni i Titans scoprono che l’isola era solo uno scenario per lo show televisivo di Control Freak.

## La caccia al tesoro
Robin scopre che vogliono comprare la Titans Tower per costruire un centro commerciale, così, aiutato dai Titans, va in cerca di un tesoro nascosto sotto la Torre.
Curiosità:
Questo episodio è la parodia del film I Goonies.

## Lo spirito animale
B.B. si accorge che sta crescendo, perciò deve trovare il suo spirito animale.
Curiosità:
B.B. in forma di orso si sveglia da un pisolino e dice "Oh rabbia!" è come che fa Winnie the Pooh che ripeteva spesso questa frase.

## Ilpesce d'aprile
È il primo di Aprile e i Titans continuano a farsi scherzi a vicenda che diventeranno sempre più offensivi ma nonostante continueranno a negare il loro dolore.

## Il viaggio dei pionieri
Vedendo che i Titans diventano sempre più pigri, Robin li porta in gita sulla via dell’Oregon per fargli capire com’era la vita nel 1800 ma, durante il viaggio, muoiono per vari problemi: B.B. per dissenteria, Stellarubia congelata, Corvina per morbillo e Cyborg per raffreddore. Solo Robin arriverà davanti al confine ma cadrà anche lui per motivi salutari.

## I Titans diventano cattivi
Non avendo quasi mai un momento di relax i Titans passano al lato oscuro per divertirsi.

## Wrestling contro lotta greco-romana
Cyborg afferma che il wrestling è finto: solo la lotta greco-romana è una vera lotta. Agli altri Titans però non interessa praticarla perché la trovano noiosa e preferiscono il wrestling.

## A cavallo del drago
I Titans entrano in un gioco di ruolo (ispirato a Dungeons & Dragons e anche Jumanji).

## Lezioni di ballo
Vedendo le orribili mosse di ballo degli altri Titans, Corvina insegna delle mosse di ballo dal suo libro ma, ignorando l’avviso, praticano con dei balli l’evocazione d’un demone che li sfrutterà per il suo successo di ballo, l’unico modo per sconfiggerlo sarà ballare in modo orribile umiliandolo davanti alle genti.
Curiosità:
Quando i Titans eseguono il Moonwalk, si sente una melodia simile a Smooth Criminal di Michael Jackson.

## Cyborg fuori dalla squadra
I Titans riguardano un vecchio episodio della serie Teen Titans.